# Mées (tổng)
Tổngs Mées là một tổng ở tỉnh Alpes-de-Haute-Provence trong vùng Provence-Alpes-Côte d'Azur.
Tổng này được tổ chức xung quanhs Mées ở quận Digne-les-Bains. Độ cao từ 323 m (Oraison) đến 1 080 m (Malijai) với độ cao trung bình là 487 m.

## Hành chính
| Giai đoạn | Ủy viên        | Đảng | Tư cách |
| --------- | -------------- | ---- | ------- |
| 2008-2014 | Serge Sardella | DVD  |         |
| 2001-2008 | Serge Sardella | DVD  |         |

## Các đơn vị hành chính
Tổngs Mées gồm 6 xã với dân số 9 269 người (điều tra năm 1999, dân số không tính trùng)
| Xã           | Dân số | Mã bưu chính | Mã insee |
| ------------ | ------ | ------------ | -------- |
| Le Castellet | 202    | 04700        | 04041    |
| Entrevennes  | 163    | 04700        | 04077    |
| Malijai      | 1 628  | 04350        | 04108    |
| Les Mées     | 2 925  | 04190        | 04116    |
| Oraison      | 4 114  | 04700        | 04143    |
| Puimichel    | 237    | 04700        | 04156    |

## Thông tin nhân khẩu
| 1962                                                     | 1968  | 1975  | 1982  | 1990  | 1999  |
| -------------------------------------------------------- | ----- | ----- | ----- | ----- | ----- |
| 5 316                                                    | 6 151 | 6 610 | 7 305 | 8 316 | 9 269 |
| Nombre retenu à partir de 1962 : dân số không tính trùng |       |       |       |       |       |